# Toponimia de Canadá

Bandera de Canadá

«Canadá» es un topónimo proveniente de la raíz iroquesa *kanāta(kę) ('poblado', 'asentamiento' o 'conjunto de cabañas') usado para referir inicialmente a Stadaconé, un asentamiento en el sitio de la actual ciudad de Quebec. El explorador francés Jacques Cartier fue el primero en utilizar la palabra «Canadá» para referirse no solo a Stadaconé, sino también a los demás asentamientos indígenas en torno al río San Lorenzo y la región cercana a él, al menos desde 1534. A partir de 1545, los libros y mapas  europeos comenzaron a referirse a esta región como «Canadá». Tras la Confederación de 1867, el nombre «Canadá» fue adoptado como el nombre legal para el nuevo país.
Una teoría alternativa sostiene que el topónimo proviene de la palabra «Cañada», nombre que dieron los pescadores vascos y portugueses al canal entre la isla de Terranova y la península del Labrador; al pasar a otras lenguas, Cañada habría perdido la virgulilla quedando en Canada y luego Canadá. Los defensores de esta tesis añaden que numerosos topónimos en la costa atlántica de América del Norte, desde Labrador hasta  Florida son de origen ibérico (español, portugués y euskera) y que la presencia de navegantes de esos pueblos influyó en el habla de los indígenas.
Una hipótesis similar, que puede datarse desde el siglo XVIII, indica que el nombre deriva de una expresión de disgusto en español (o portugués) ante la ausencia del tan buscado paso al Mar del Sur: "¡Acá Nada!" o "Cá Nada!", nombre que dieron a la actual bahía Chaleur.
Sin embargo, el nombre Canadá no aparece en ningún registro anterior a la expedición de Cartier y el alegado nombre español de la bahía, tampoco. Además, aunque la presencia portuguesa y vasca en las costas canadienses está aceptada por la investigación, esta se limitó a las proximidades de Terranova y Labrador, demasiado lejos del territorio iroqués como para influir en su lengua.

## Nombres propuestos para Canadá
En 1865, con motivo del inicio de la organización de las posesiones británicas de Norteamérica de Ontario y Quebec —subsumidas en la provincia de Canadá—, Nueva Escocia y Nuevo Brunswick, se efectuaron numerosas proposiciones para nombrar la nueva entidad política. Entre los nombres propuestos estaban:
- Acadia, según el nombre colonial francés de parte de Norteamérica;
- Albertsland, en honor de Alberto, esposo de la reina Victoria I;
- Albertoria, en honor del príncipe Alberto y la reina Victoria I, combinando sus nombres;
- Albionora, esto es, “Albión del Norte”, siendo Albión el nombre griego antiguo de Gran Bretaña.
- Albonia;
- Alexandria;
- Aquilonia;
- Borealia, (del griego, pasando por el latín: “lugares del Norte”, siendo Bóreas el nombre del dios del Viento del Norte) en relación con su posición geográfica;
- Britannia;
- Britannica;
- Cabotia, en honor de Juan Caboto y Sebastianno Caboto, exploradores de Norteamérica para la corona de Inglaterra;
- Canadensia;
- Colonia;
- Efisga (acrónimo en inglés surgido de las letras iniciales de English, French, Irish, Scottish, German y Aboriginal, 'inglés, francés, irlandés, escocés, alemán y aborigen');
- Hochelaga, nombre nativo de Montreal;
- Laurentia, en relación con el río San Lorenzo;
- Mesopelagia (del griego: “Entremares”), entre descriptivo -por su posición geográfica- y reivindicativo -política de extender los dominios británicos “de océano a océano”-;
- Niagarentia, relacionado con las Cataratas del Niágara;
- Nueva Albión;
- Norland, por su posición geográfica;
- Superior;
- Trasatlantia;
- Tuponia (acróstico para “Provincias Unidas de Norteamérica” en inglés: The United Provinces of North America);
- Ursalia, (del latín: “tierra de osos”);
- Vesperia, del latín “tierra de la estrella vespertina”;
- Victorialand, en honor de la reina Victoria I
- Victorialia, en honor de la reina Victoria I y en paralelo a nombres como “Australia”.